# Felix Meyer
Felix Meyer (né le 10 décembre 1975) est un chanteur, auteur-compositeur-interprète et photographe allemand. Il a grandi en Bavière, dans le Schleswig-Holstein et à Berlin, et vit ensuite de nouveau à Berlin après avoir passé de nombreuses années à Lunebourg, Kiel et Hambourg. Meyer se produit avec son groupe sur des petites et grandes scènes, dans des festivals, des manifestations et aussi régulièrement dans des zones piétonnes en Allemagne et en Europe.

## Biographie
Felix Meyer parcourait depuis plus de 15 ans déjà les zones piétonnes et les places d'Europe avec le groupe Project île, dont faisaient partie le guitariste et percussionniste Erik Manouz ainsi que le guitariste Olaf Niebuhr, en donnant des concerts de rue et en jouant un répertoire de morceaux de différents pays, avant que le producteur Peter Hoffmann (entre autres Tokio Hotel et Ben Becker) ne le remarque lors d'un concert à Lunebourg et ne s'occupe de lui. Par la suite, le nom du groupe Project île est abandonné et la personne de Felix Meyer est mise en avant. Sous la direction de Hoffmann et de son ami producteur Franz Plasa (entre autres Selig, Keimzeit et Udo Lindenberg), l'album Von Engeln und Schweinen sort en 2010, mettant l'accent sur ses propres chansons avec des textes en allemand. Outre ses propres chansons, ce premier album comprend également des traductions de Francis Cabrel (La Corrida) et de Noir Désir (Le vent nous portera).
Le 4 septembre 2010, un festival de musique de rue organisé par Felix Meyer a lieu pour la première fois à Lunebourg. Pour ce festival, Meyer invite des musiciens de rue qu'il avait rencontrés lors de ses propres voyages à travers l'Allemagne. En novembre 2010, Felix Meyer reçoit le prix d'encouragement de la liste des meilleures chansons sur le Theaterkahn de Dresde.
En 2012, son deuxième album erste Liebe / letzte Tanz sort sous le label 105music, qui appartient à Sony Music Entertainment, et le groupe effectue pour la première fois sa propre grande tournée en Allemagne avec ce programme, dans des clubs, des cinémas et des théâtres. L'album devient CD de la semaine sur MDR Figaro et Meyer reçoit pour son travail le prix Transvocale à Słubice, en Pologne.
En 2013, le groupe participe à de nombreux festivals, dont le Traumzeit de Duisbourg, le TFF de Rudolstadt et le Bardentreffen de Nuremberg. Le concert de Rudolstadt est enregistré et diffusé par Deutschlandradio Kultur et Deutsche Welle. La chaîne de télévision MDR a également couvert le festival dans plusieurs documentaires télévisés. En août, le combo joue de nouveau en première partie de la tournée allemande de Zaz. La chaîne de télévision franco-allemande Arte a tourné un documentaire d'une demi-heure sur le parcours du chansonnier. En automne de la même année, Felix Meyer et Erik Manouz ont entrepris une tournée dite Landstraßemusik dans des villages et des petites villes. Lors de trois concerts du groupe Keimzeit en décembre, ils apparaissent comme invités dans le programme et jouent avec le groupe des chansons de Felix Meyer et de Keimzeit. Pour l'album Zusammen de Keimzeit et du Filmorchester Babelsberg, Meyer interprète So, classique de Keimzeit.
Après une rupture avec son label, le troisième album studio Menschen des 21. Jahrhunderts (en référence à Menschen des 20. Jahrhunderts d'August Sanders) sort le 4 avril 2014 sur le label de folk Löwenzahn de Leipzig. Cet album est également produit par Franz Plasa à Hambourg. Outre onze titres propres, l'album comprend une traduction de la chanson Il neige sur Liège de Jacques Brel.
Chez le même label indépendant, l'album suivant Fasst euch ein Herz sort en 2016 avec douze chansons sous forme de livre avec CD et DVD, de CD et de vinyle-LP. Un concert de Meyer en trio avec Erik Manouz et Johannes Bigge du 3 juin 2016 sur le Theaterkahn à Dresde est enregistré par Deutschlandfunk et diffusé le 12 août 2016. Le morceau titre de l'album Fasst Euch ein Herz apparaît également dans une version radio avec Konstantin Wecker, avec lequel il donne un double concert en 2017 dans l'émission Hamburg Sounds sur la NDR. En retour, les deux chantent ensemble Sage Nein!, classique de Wecker, lors de la manifestation #unteilbar à Berlin en 2018.
En mai 2018, Felix Meyer se produit pendant quatre soirs avec Beppe Gambetta et James Keelaghan lors de l'Acoustic Night à Gênes, au Teatro della Corte, avec un programme composé de morceaux originaux des trois chansonniers ainsi que de traductions et d'interprétations du cantautore Fabrizio De André. Le concert est enregistré par Rai Radio 3 et diffusé le 6 juin 2018. Une vidéo est publiée pour le morceau Europa, écrit avec Max Prosa, dans lequel participent également le rappeur Fayzen ainsi que l'auteur-compositeur-interprète Sarah Lesch. En collaboration avec Maike Rosa Vogel, Felix Meyer écrit la chanson Feige Nuss pour la compilation de chansons pour enfants Unter meinem Bett 4. Avec sa collègue Dota Kehr, il enregistre une vidéo pour la mise en musique par Kehr de Mascha Kaléko Zum Trost.
Le 6 septembre 2019, le cinquième album studio Die im Dunkeln hört man doch! avec des textes de l'auteur-compositeur-interprète sort chez SPV, un label discographique indépendant de Hanovre. En novembre, l'album est suivi d'une longue tournée.

## Vie personnelle
Felix Meyer vit à Berlin avec la réalisatrice Luise Donschen et leurs enfants.

## Discographie
- From Hand to Holiday (reprises de chansons en tant que Project île)
- Quadrilingue (reprises de chansons en tant que Project île)
- 2010 : Von Engeln und Schweinen (HoPla Reloaded, 105music / Sony Music Entertainment)
- 2012 : erste Liebe / letzter Tanz (105music / Sony Music Entertainment ; 45e des charts allemands[18])
- 2013 : Postkarten, Straßenmusik Best of (peermusic)
- 2014 : Menschen des 21. Jahrhunderts (Löwenzahn Medien)
- 2016 : Fasst euch ein Herz, sous le nom de Felix Meyer & Project Île (Löwenzahn Medien) (28e des charts allemands[18])
- 2016 : Weihnachtszeit auf den Straßen (Löwenzahn Medien)
- 2019 : Die im Dunkeln hört man doch (SPV ; 66e des charts allemands[18])